# Каннабигерол
Каннабигерол (CBG) — один из более чем 120 идентифицированных каннабиноидов, обнаруженных в конопле. Каннабигерол — это декарбоксилированная форма каннабигероловой кислоты, исходная молекула, из которой синтезируются другие каннабиноиды.
Каннабигерол обычно является минорным составным элементом конопли. Во время роста растения большая часть каннабигерола превращается в другие каннабиноиды, в основном в тетрагидроканнабинол (THC) или каннабидиол (CBD), оставляя около 1 % каннабигерола в растении. Однако некоторые сорта конопли вырабатывают большее количество каннабигерола и каннабигероловой кислоты, содержа при этом небольшое количество других каннабиноидов, таких как ТГК и КБД.
Несмотря на то, что каннабигерол продается как биологически активная добавка, его эффекты и безопасность для человеческого потребления не определены.

## Исследования
По состоянию на 2021 год, клинические исследования для тестирования конкретных эффектов каннабигерола на людях не проводились.

## Возможное медицинское применение
CBG умеренно снижает внутриглазное давление у кошек.
Антибиотическое действие против многолекарственно-резистентного Staphylococcus Aureus (MRSA) было доказано in vivo на мышах.
Каннабигерол обладает противорвотным действием и может быть использован в лечении заболеваний, таких как рассеянный склероз и болезнь Хантингтона, для поддержки организма.
Университет МакМастера в Гамильтоне, Канада, проводил исследования по антибиотическому действию CBG.

## Юридический статус
Каннабигерол не регулируется Конвенцией ООН о психотропных веществах. В Соединённых Штатах каннабигерол, полученный из конопли, является законным при условии, что содержание ТГК в исходном растении не превышало 0,3 % от сухого веса.
В Швейцарии законно производить коноплю, богатую каннабигеролом, в качестве заменителя табака, при условии, что её содержание ТГК не превышает 1,0 %.
Каннабигерол не подпадает под действие закона BtMG, и, соответственно, легален в Германии.